# 旺角行人天橋系統

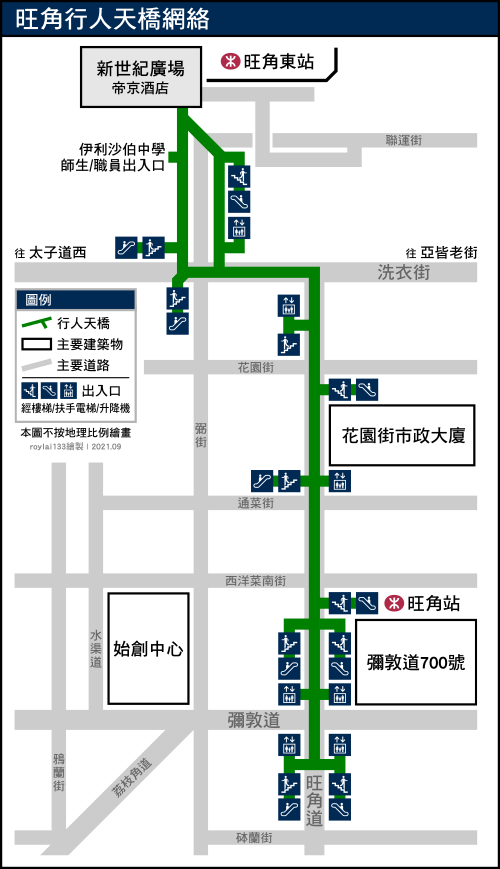
旺角新行人天橋網絡簡圖

旺角行人天橋系統（英語：Mong Kok Pedestrian Footbridge System，路政署結構編號KF116），是香港一套行人天橋大型網路系統，位於九龍旺角新世紀廣場連接弼街的天橋作起點，沿洗衣街轉至旺角道一帶，可以把旺角東站及旺角站的人連接起來，步程約需6分鐘，改善旺角道人車爭路的情況。

## 歷史

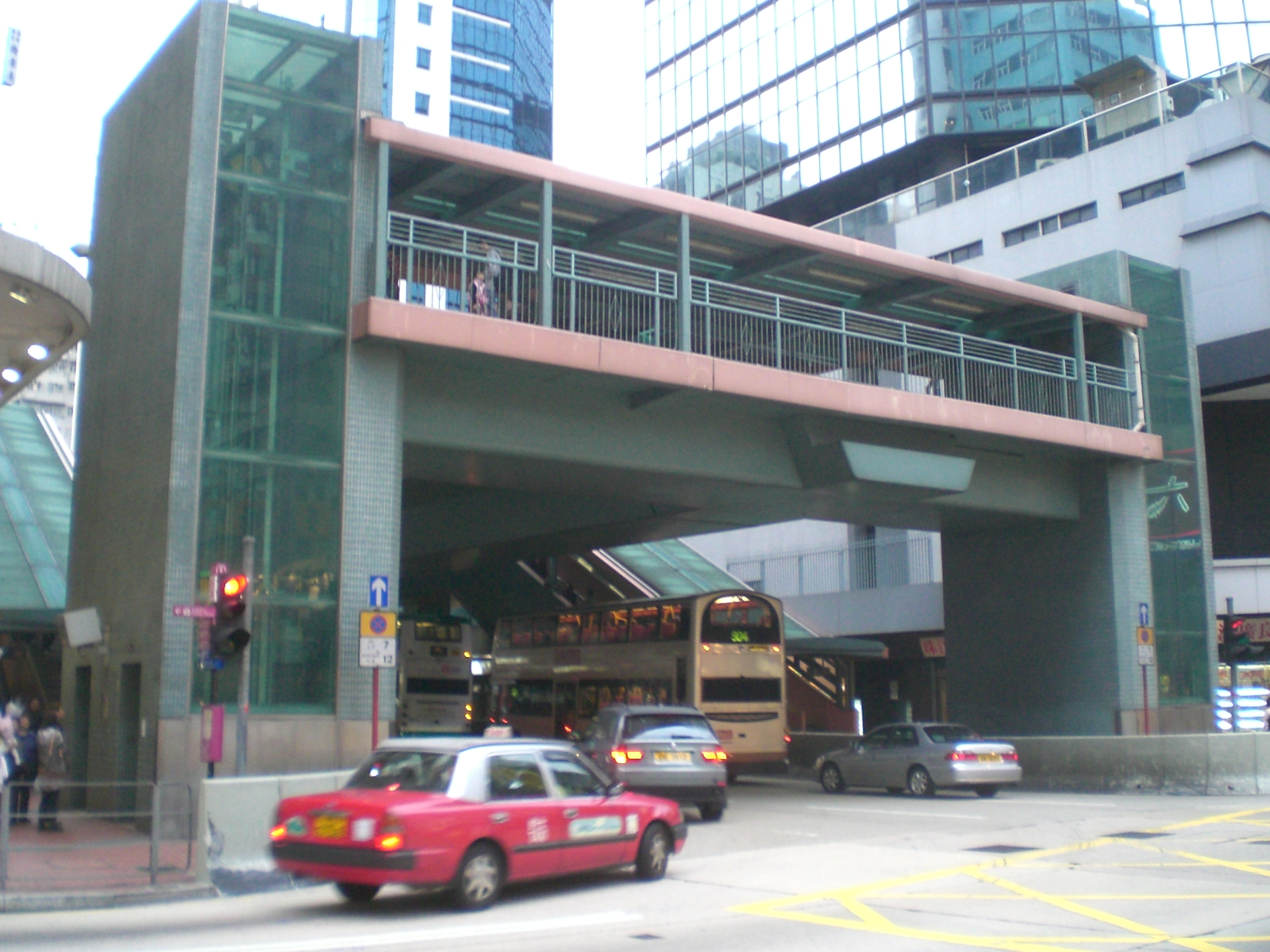
彌敦道入口端，中間是預留西延位（2008年）

本天橋網絡並非香港政府路政署的工程，而是由新鴻基地產於2000年斥資一億五千萬元興建，工程在1998年刊憲，首期工程於2002年下半年完成。主要作用是讓顧客更方便前往天橋系統的終點新世紀廣場購物消費，亦令新界東居民更方便來往旺角站。而此行人天橋系統設有電梯，樓梯及扶手電梯，可協助不同障礙的人士使用行人天橋。在繁忙時間，天橋每小時約有2,000人次以上的人次通過。
天橋於洗衣街和旺角道交界設有一個預留位，靠近食物環境衛生署及水務署辦公大樓舊址，大樓已於2019年拆卸。預計重建後才會興建接駁部分。

## 出口

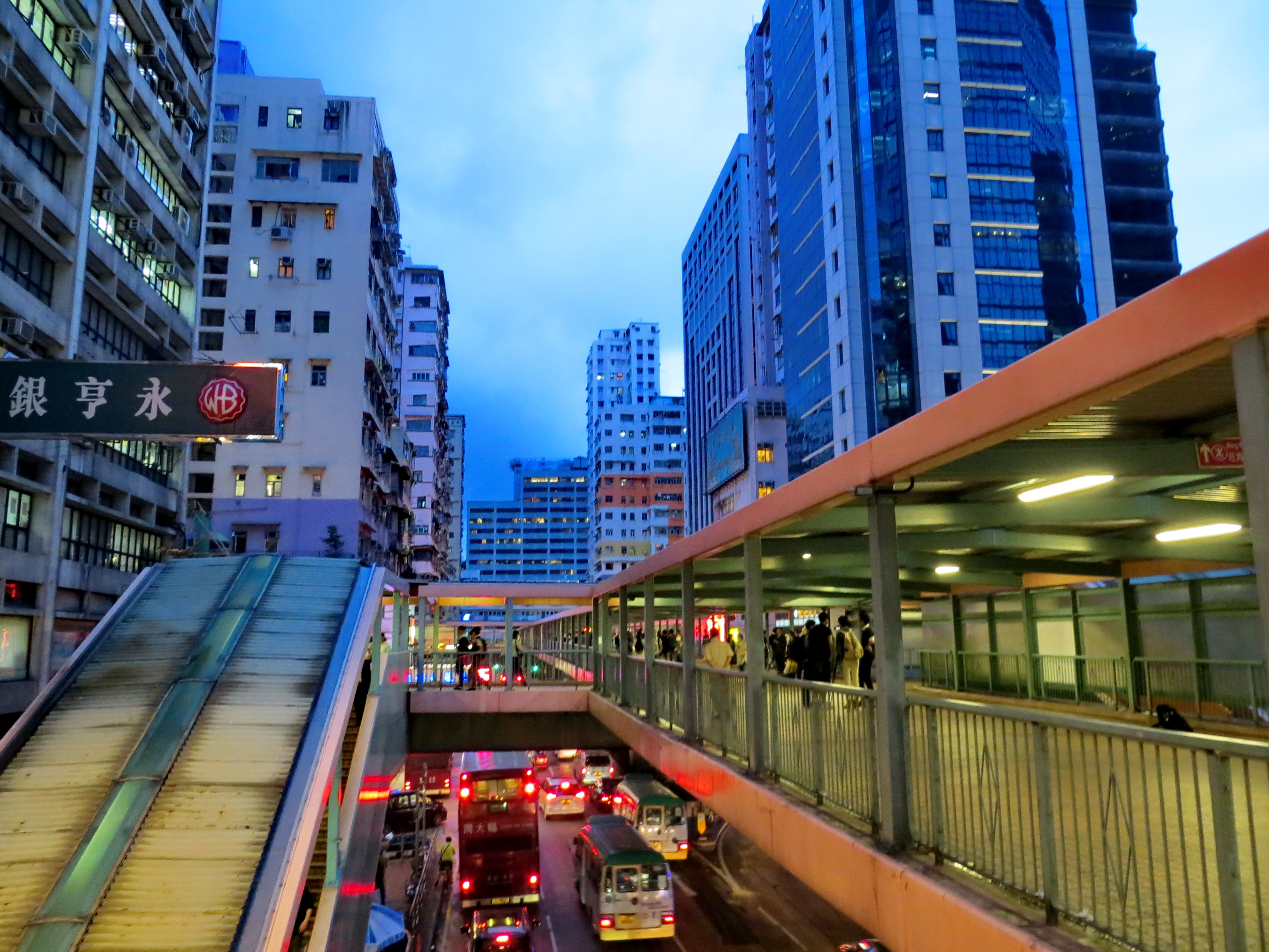
旺角新行人天橋網絡，下方道路為旺角道，左方為旺角道及彌敦道交界出口的樓梯

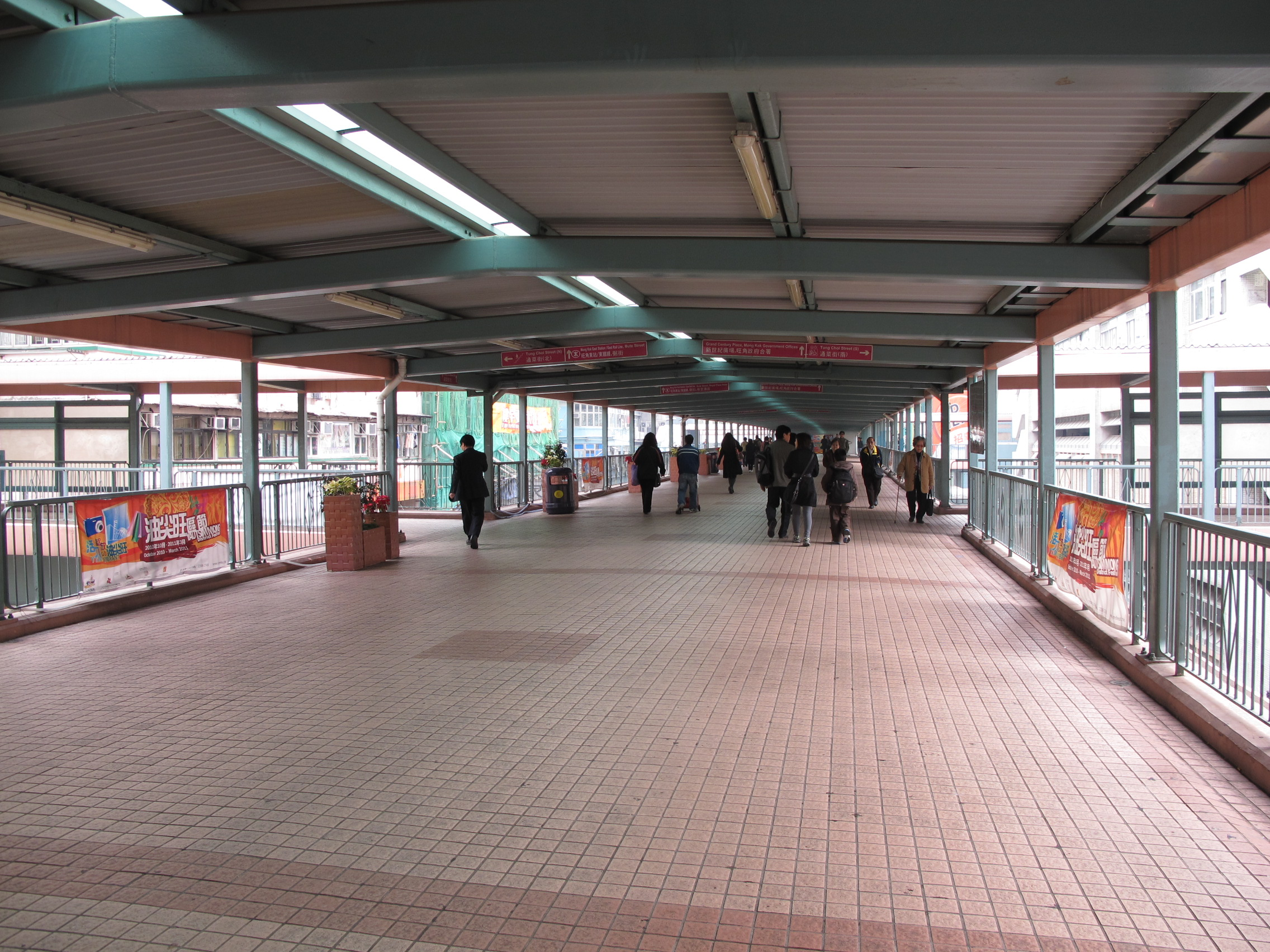
行人天橋內貌

- 新世紀廣場及旺角東站（樓梯／輪椅升降台／扶手電梯往返港鐵層及上新世紀廣場1樓）
- 伊利沙伯中學（樓梯，只供指定時段進出該校用）
- 洗衣街近伊利沙伯中學（樓梯／扶手電梯上橋）
- 洗衣街近港九潮州公會中學（升降機／樓梯／扶手電梯上橋）
- 弼街（扶手電梯上橋／樓梯）
- 花園街北（樓梯／升降機）
- 花園街南，近花園街市政大廈（扶手電梯上橋／樓梯）
- 通菜街北（扶手電梯上橋／樓梯）
- 通菜街南（升降機兩部）
- 西洋菜南街及港鐵旺角站B3出口（扶手電梯上橋／樓梯）
- 彌敦道北，東側（升降機兩部／扶手電梯上橋／樓梯）
- 彌敦道南，東側，近彌敦道700號（升降機兩部／扶手電梯上橋／樓梯）
- 砵蘭街北，近彌敦道西側（升降機／扶手電梯上橋／樓梯）
- 砵蘭街南，近彌敦道西側（升降機／扶手電梯上橋／樓梯）

粗體為西延段

## 亞皆老街天橋系統
旺角區內還有另一套行人天橋系統位於亞皆老街、樱桃街及塘尾道交界，連接奧運站、奧海城、帝峯 · 皇殿、海富商場、海桃灣、滙豐中心等地，部分天橋由發展商興建及管理。
2008年，香港政府正在研究興建大型行人天橋系統，沿亞皆老街由塘尾道伸延至黑布街，將兩套系統接駁，貫穿旺角東西面。
到2016年12月，根據路政署向油尖旺區議會提交的文件，會劃分為兩段工程，其中一段由塘尾道行人天橋伸延至黑布街，貫穿亞皆老街；另一段則沿塘尾道由塘尾道行人天橋伸延至福全街。設計亦預留了4個位置可接駁，包括舊旺角街市、朗豪坊、旺角中心以及洗衣街重建項目。文件亦建議重建旺角站4個出口。區議員認為項目雖可達致人車分隔，不過會將地面商舖的人流引導到天橋，或會對店舖生意有負面影響。建築師學會候任副會長何文堯認為，項目會使亞皆老街約三分之一範圍欠缺陽光，加上天橋在街道上方，將街道空氣流通變差，景觀將變得更壓迫。

## 西延工程

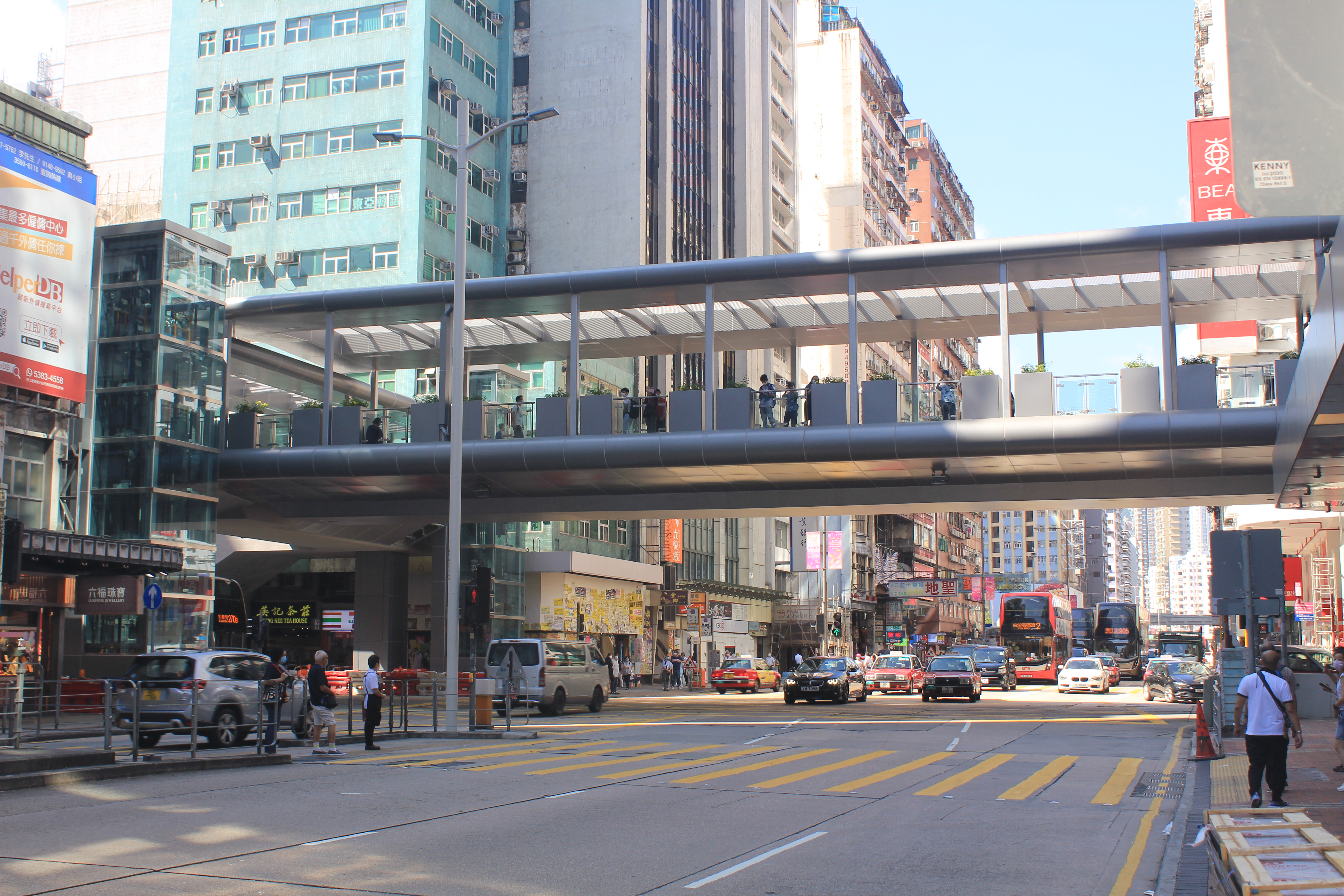
彌敦道西延段在2021年9月啟用

西延段將會是第一條橫跨彌敦道的行人天橋，工程在1998年展開，原本預計2000年底落成。不過工程2011年起才開始，至2020年仍未竣工。負責興建天橋的發展商新鴻基地產表示在2007年曾進行工程勘探，其後因2014年雨傘運動而停止，到2016年表示有地質和沒有紀錄地下設施等問題。區議會和政府部門曾多次邀請過發展商參與會議，希望能夠和議員解釋原因，但發展商不願意出席。
發展商最終在2020年重啟工程，並於4月18日凌晨一點封閉旺角道與彌敦道所有行車線，用30米高巨型吊臂吊起天橋組件，連接落新建橫跨彌敦道的橋躉上。有區議員到場視察，大批市民亦駐足圍觀。受封路影響，車輛均須改道。
最終天橋工程延期21年，到2021年9月30日下午5時才啟用。有市民質疑為何政府容許承辦商新鴻基地產就有關的工程延期多年，會否作出懲罰。油尖旺區議員李偉峰要求政府要交代延期的罰則。

## 連接 T.O.P
2019年4月10日，香港特別行政區政府公布，行政長官會同行政會議批准 T.O.P 自資興建連接商場和旺角行人天橋系統免補地價申請，惟至2021年1月仍未有動工計劃。

## 外部連結
- 旺角新行人天橋（圖片） （页面存档备份，存于）
- 1998年5月1日香港新聞公告：旺角新行人天橋計劃 （页面存档备份，存于）
- 旺角新行人天橋網絡（衛星地圖）